# Émile Oustalet
Jean-Frédéric Émile Oustalet (24. srpna 1844 Montbéliard – 23. října 1905 Saint-Cast-le-Guildo) byl francouzský zoolog.
Absolvoval École pratique des hautes études a doktorát získal za práci psal o třetihorním hmyzu v Auvergne. Od roku 1883 pracoval v pařížském Muséum national d'histoire naturelle a v roce 1900 získal profesuru.
Jeho odbornou specializací byla ornitologie, zejména ptactvo východní a jihovýchodní Asie. Je autorem pojednání o ochraně ptáků La Protection des oiseaux. Spolupracoval s Armandem Davidem na dvousvazkovém díle Les Oiseaux de la Chine a s Alphonsem Milne-Edwardsem na knize Études sur les Mammifères et les Oiseaux des Îles Comores. Zkoumal kožky ptáků, které dovezl ze své africké výpravy Jean Dybowski. Působil také v Jardin d'acclimatation. V roce 1889 mu byl udělen Řád čestné legie. V roce 1893 zastával funkci předsedy Francouzské zoologické společnosti. V roce 1900 předsedal pařížskému kongresu Mezinárodní ornitologické společnosti.
V roce 1882 vědecky popsal zebru Grévyho na základě uhynulého exempláře, který věnoval habešský císař Menelik II. francouzskému prezidentovi Julesovi Grévymu. K druhům, které Oustalet popsal jako první, patří také bažant Edwardsův, zvonek černohlavý, šatovník žlutokápý a jiřička proužkovaná. Jeho zoologická zkratka je Oustalet. 
Jeho jméno nese gueréza Oustaletova (Piliocolobus oustaleti), kachna mariánská (Anas oustaleti), skorcovec šedoboký (Cinclodes oustaleti), strdimil středoafrický (Cinnyris oustaleti) a chameleon obrovský (Furcifer oustaleti).